# Germano Zanca
Germano Zanca (Battaglia, 18 febbraio 1915 – ...) è stato un calciatore italiano, di ruolo attaccante.

## Carriera
Gioca con il Padova quattro stagioni dal 1933 al 1937 fra Serie A, Serie B e Serie C, collezionando in totale 33 presenze e otto gol. Debutta l'11 gennaio 1934 nella vittoria per 1-0 della squadra veneta contro la Roma. Scende in campo per l'ultima volta con i biancoscudati il 6 dicembre 1936, nella vittoria, sempre per 1-0, del Padova contro il Rovigo.
Passa poi proprio al Rovigo, squadra con la quale disputa la stagione 1937-1938 in Serie C.
Nell'estate dello stesso anno passa al Marzotto Valdagno, rimanendovi fino alla stagione 1943-1944.

## Palmarès
- Campionato italiano Serie C: 1

Padova: 1936-1937